# 富兰克林街 (教堂山)

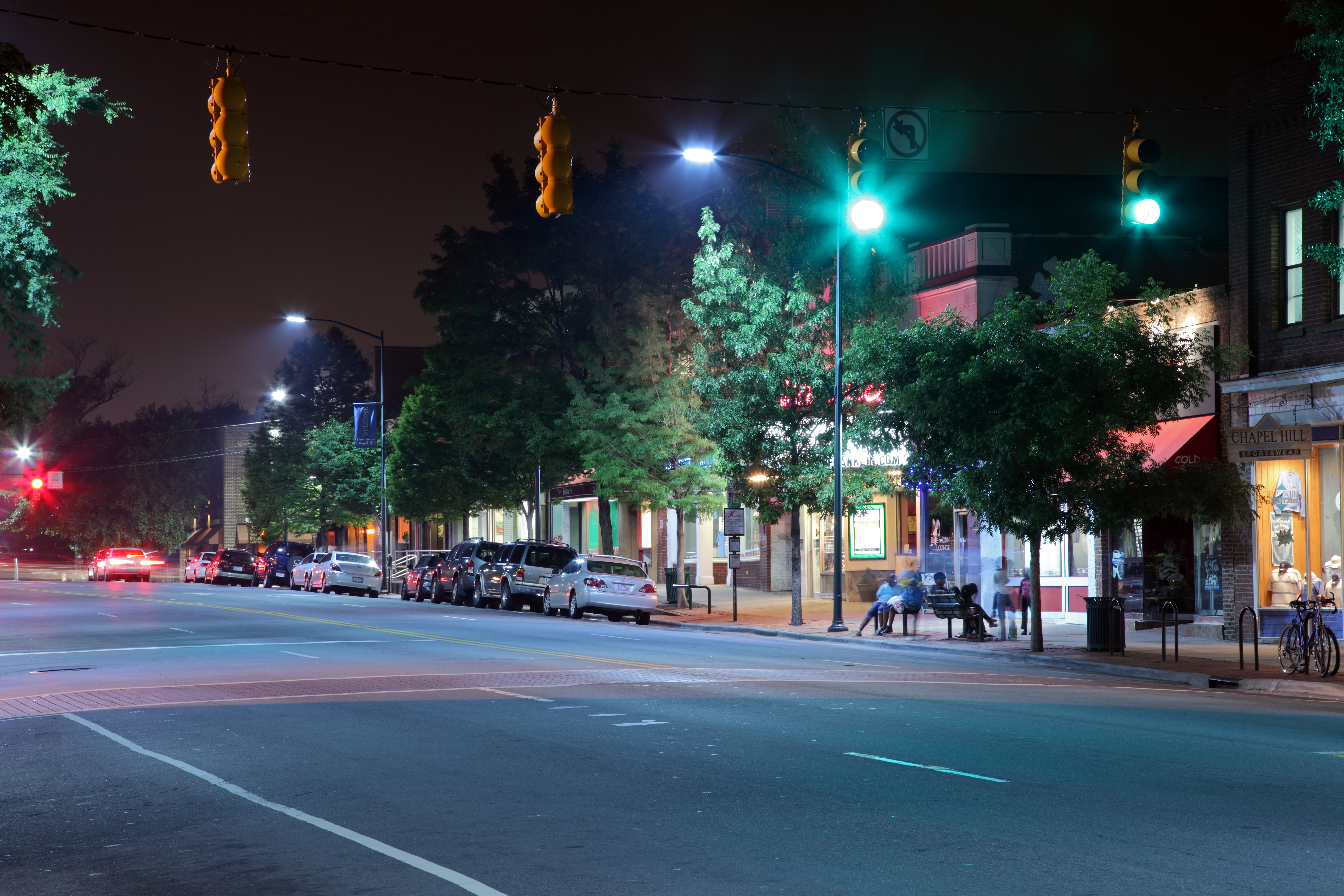
教堂山镇中心的富兰克林街街景

富兰克林街是一条在北卡罗来纳州教堂山久负盛名的街道。经常被认为是“卡罗来纳的主路”，富兰克林街几乎可以被当作是北卡罗来纳大学教堂山分校的北边界。而因为许多咖啡店、餐厅、音乐书店和酒吧的存在，她也被看作是该市和该学校的社交生活的中心。这条在教堂山市中心的街道以她的节日活动、夜生活以及文化氛围著称。校园导向的商业街向西的延伸段一直到临近的卡勃罗(Carrboro)市。这两条街道（富兰克林和延伸）都是小型音乐会所集中的地方，比如Cat's Cradle和Arts Center，它们在卡罗来纳摇滚乐的诞生过程中起了影响作用。

## 地理

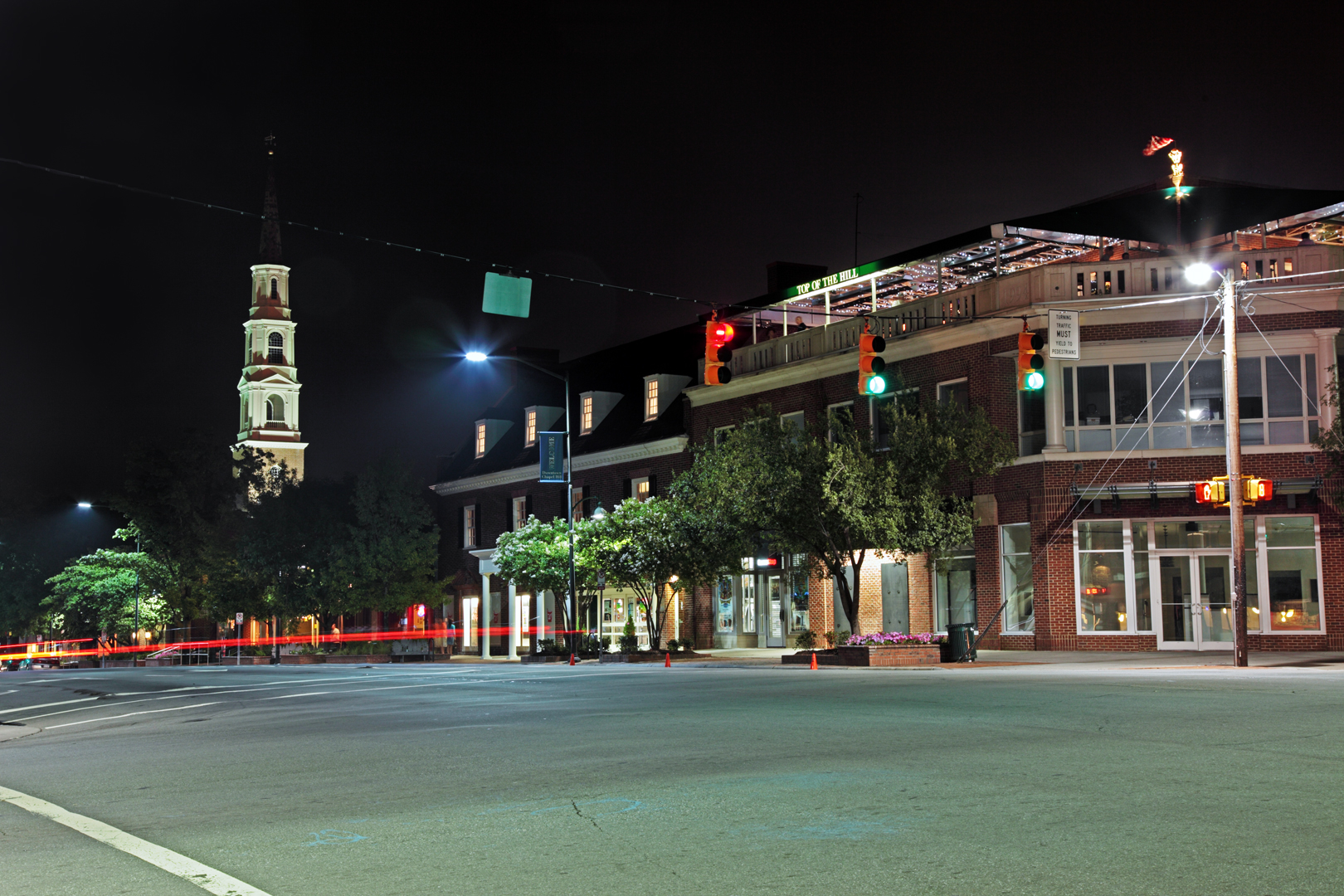
富兰克林街和哥伦比亚街路口

这条三英里长跨度的街被分割成东富兰克林街和西富兰克林街。西富兰克林街始于South Merrit Mill Road路口，那里是卡勃罗的东主路的一端。西富兰克林街向东北方横贯教堂山市的历史商业区直到哥伦比亚街，然后它变成了东富兰克林街。东富兰克林街继续穿过商业区，经过校园，然后走一个弧线“下山”穿过一些教堂山的历史住宅区。东富兰克林街结束于Ephesus Church路，在那里它并入通往达勒姆的美国15-501高速公路。

## 遗产
被大学的创建者以本杰明·富兰克林的名字命名（富兰克林是一位青少年实践教育的倡导者），这条街自1790年大学刚刚开始被建造的时候就叫这个名字（页面存档备份，存于）。从哥伦比亚街到罗利路的这段富兰克林街成为了校园的边界，这里可以看到绿树成荫的的McCorkle广场 （页面存档备份，存于）（校园北面一个以Reverend Samuel E. McCorkle命名的四边形，1784年他执笔书写了法案向北卡罗来纳立法会要求建造这所大学）。McCorkle广场是一些学校的古建筑的所在地：旧东方和旧西方宿舍、Person大楼（原来的大学礼拜堂）、南大楼（主要的行政大楼）和老井(原来大学的水源的所在地)。
就在校园的东边，富兰克林街沿途，有一些教堂山的历史故居，包括总统故居、Samuel Phillip故居，Spencer故居，Puckett遗孀故居，Hooper-Kyser故居，长老寓所故居，Kennette故居，Archibald-Henderson故居，和该市的第一个法律办公室（一度称作“Sam先生的法律办公室”-现在是私人寓所）。
富兰克林街一向都是北卡罗来纳大学生、教堂山当地人民和从卡勃罗、Hillsborough、达勒姆以及罗利的造访者的娱乐和夜生活的最佳目的地。出门参加富兰克林街上的昼夜狂欢被称作是"going uptown"。

## 庆祝活动
富兰克林街是许多一年一度的节日庆祝和集会场所，其中一些全国知名：
- 庆祝胜利：一旦北卡罗来纳大学的球队柏油脚跟获得胜利，学生和球迷们就会冲出酒吧或者宿舍。在大多数情况下，富兰克林街上的篝火庆祝是因为北卡大学篮球队(Carolina Tar Heel)对杜克大学篮球队(Duke Blue Devil)这对劲敌直接对抗的胜利，[2] [3]，尽管北卡女篮或者北卡女足的胜利也会激起其他的庆祝活动。一旦北卡罗来纳大学男子篮球队进入了全国冠军争夺战，当地的店家就会放缓出售卡罗来纳蓝的涂料，以避免上次1993年的狂欢后整个富兰克林街都被庆祝的人群漆成蓝色的事件再次发生[4]。

- 万圣节：富兰克林街每年10月31日举行的万圣节庆祝活动尤为出名。每年成千上万各个年龄层次的人们参加这样的盛会。2004年大约有80,000人[5]。这个活动不是由教堂山市主办或者协办的；事实上市政府甚至不鼓励市外的人民参加这个活动；然而尽管有市政府这样的建议，每年万圣节参加这个活动的游客却在逐年增加[6]。为了在活动中维持秩序，教堂山市政府决定万圣节当晚8点开始将街道对交通车辆封锁，并指导游客将汽车停在市区周围的卫星停车场，从那里公共汽车可以接送游客往返于活动现场和停车场之间[7]。活动的参与者一般会身穿戏服，在富兰克林街上游荡，互相欣赏各种各样的节日奇装异服或者拍摄照片。